# Molly Nilsson
Molly Nilsson (Stoccolma, 14 dicembre 1984) è una musicista e produttrice discografica svedese.

## Biografia
Nilsson è un'artista D.I.Y. e gestisce la propria etichetta Dark Skies Association, con la quale ha prodotto tutte le sue canzoni e videoclip. Il cantautore John Maus interpreta la sua 'Hey Moon' nel 2008, dandole enorme popolarità sul web. Nel 2011 la pubblicazione del brano 'I hope you die' costituisce il momento di più alta popolarità della sua carriera. Si distingue per la marcata melanconia dei suoi testi e, a dispetto del genere di riferimento (synth pop), per la sua generale incatalogabilità. Nel 2012 Kevin Ritchie l'ha accostata a Stephen Merritt dei Magnetic Fields.

## Discografia
- These Things Take Time (2008)
- Europa (2009)
- Follow the Light (2010)
- History (2011)
- The Travels (2013)
- Sólo Paraíso (2014)
- Zenith (2015)
- Imaginations (2017)
- 2020 (2018)
- Extreme (2022)
- Un-American Activities (2024)